# Убивство випускниці
«Убивство випускниці» (англ. The Preppie Murder) — американський телевізійний фільм 1989 року.

## Сюжет
Знайдено тіло молодої жінки. Поліція виходить на чоловіка, з яким бачили дівчину в останній раз. Він стверджує, що дівчина загинула випадково під час сексу між ними. Родичі загиблої не бажають миритися з таким трактуванням і вимагають від прокурора засудити його за вбивство. Але у підозрюваного дуже хороший адвокат.

## У ролях
- Денні Айелло — детектив Майк Шихан
- Лара Флінн Бойл — Дженніфер Лівін
- Вільям Болдуін — Роберт Чемберс
- Джоанна Кернс — Лінда Фаірштайн
- Джеймс Хэнди — детектив Квін
- Вільям Дівейн — Джек Литмен
- Тьюзді Найт — Шоун
- Сандра Буллок — Стейсі

## Цікаві факти
- Засновано на реальних подіях.